# Michelbach (Usingen)
Michelbach is een plaats in de Duitse gemeente Usingen, deelstaat Hessen.